# Betty Joel
Betty Joel (de soltera Mary Stewart Lockhart; Hong Kong, 7 de juny de 1894 - Hampshire, 21 de gener de 1985) va ser una dissenyadora britànica de mobles, tèxtils i interiors, activa a Anglaterra des del 1921 fins a 1937. El seu treball va aparèixer en The Studio, la revista il·lustrada de belles arts i arts decoratives, de 1927 a 1937. Es poden veure exemples del seu treball en el Victoria and Albert Museum de Londres i en el Geffry Museum de Londres.

## Trajectòria professional
Sense cap formació formal, va iniciar el seu propi negocio Betty Joel Ltd. amb el seu marit David Joel, amb un taller de mobles ubicat a Hayling Island i venent al detall a través de la seva tenda en Londres en 177 Sloane Street (1920-30) i després en 25 Knightsbridge, utilitzant l'experiència dels artesans locals i es van especialitzar en les futes tradicionals de construcció de vaixells, amb el roure i la teca. Les seves primeres obres van tenir aspectes que ho van acostar a l'estil neogeorgià (estil arquitectònic anglès s.XIX), però després es van tornar més modernistes.
Joel va començar a dissenyar mobles i catifes que va fabricar a Tianjin, Xina i tèxtils que es fabricaven a França. El seu treball tant en mobles com en tèxtils es va distingir per l'ús de línies corbes i formes curvilínies. En 1938 va crear un estudi per a la casa de Lord Mountbatten en Park Lane, Londres i un dormitori per a la segona comtessa d'Iveagh a Elveden Hall.
Amb la ruptura del seu matrimoni en 1939, Betty es va retirar del disseny i no va tornar a treballar, mentre que David Joel va continuar el negoci reanomenant-lo com David Joel Ltd.

## Principals obres

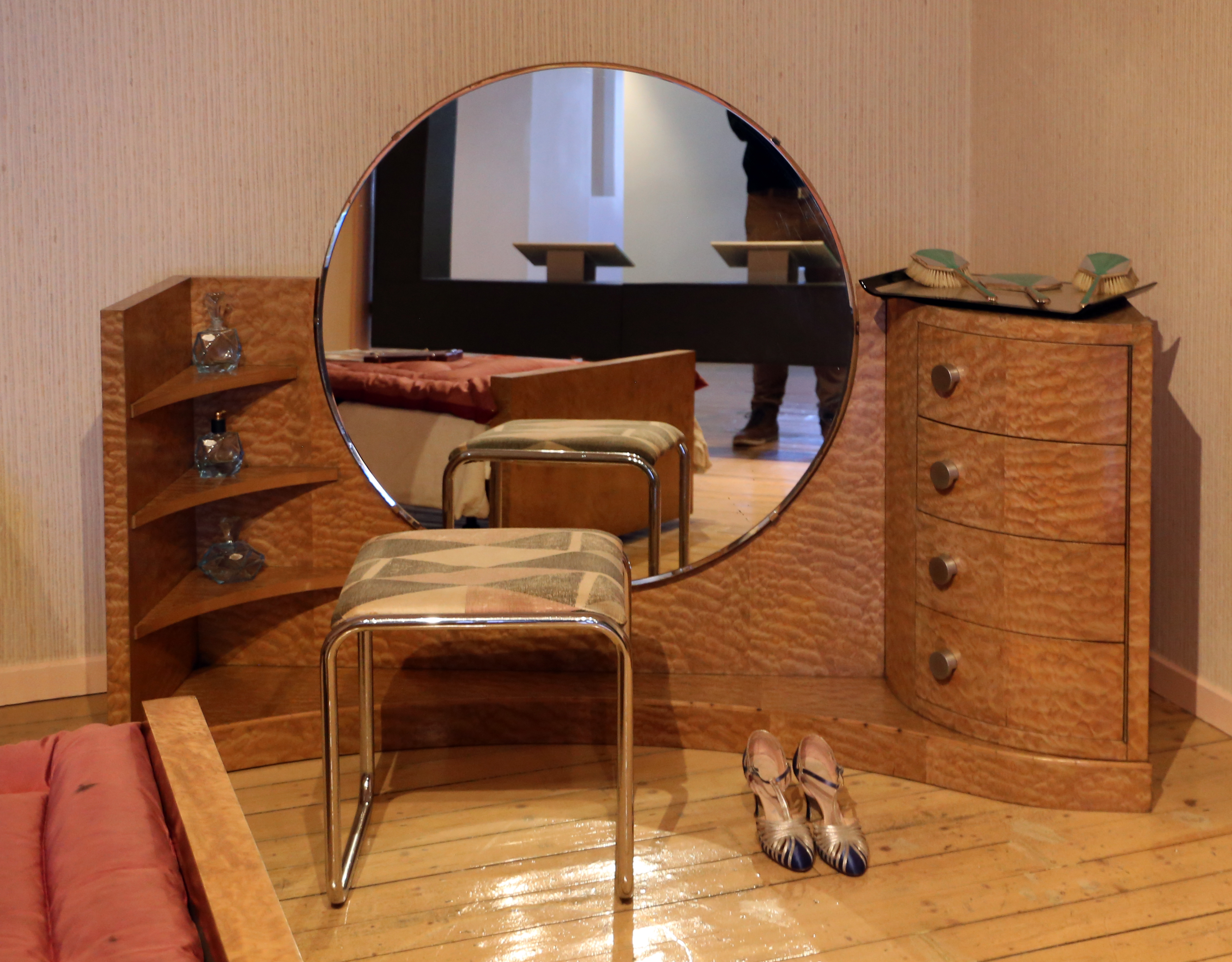
Frederick MacManus, camaretta, 1930-33, de Betty Joel.

Les obres de Betty va combinar elements del moviment britànic Arts and Crafts de la dècada de 1920, amb subtils referències orientals i modernistes. La dissenyadora va preferir utilitzar fustes tropicals en les seves obres, com el noguer, la teca i el roure, i els seus dissenys prestaven línies netes amb una estètica moderna. Joel va crear mobles que prioritzaven la practicitat i la funcionalitat.
Algunes de les seves obres destacades van ser:
- Mobles Token: La seva línia de mobles reflectit en el roure i teca.
- The Savoy Hotel, Londres: Joel va treballar en la decoració d'algunes de les suites amb un enfocament en l'estil Art déco que es va reflectir en l'elegància i el luxe.
- Llit circular: Exposada en 1935 al British Art In Industry.
- Dissenys de vaixells de luxe: Incorporaven comoditat, funcionalitat i elegància.